# Янкелевич, Омер
Омер Шейна Янкелевич (ивр. 'עומר שינה ינקלביץ‎; урождённая Гилински; род. 25 мая 1978, Тель-Авив) — израильский политический деятель и юрист. Депутат кнессета от фракции «Кахоль-лаван» (партия «Хосен-ле-Исраэль») и министр диаспоры (2020).

## Биография
Омер Шейна Гилински родилась в Тель-Авиве в светской семье. Её родители — Ади, медсестра-психиатр, иммигрировавшая из Советской Латвии; и Якоб (Яша) Гилински, актёр театра из Литвы. У неё есть младший брат. Названа в честь праздника, в котором она родилась, Лаг ба-Омер.
Когда ей было 5 лет, её родители стали религиозными. В детстве Янкелевич получила образование в ультраортодоксальных учреждениях: она училась в Бейт-Яакове, в семинарии раввина Вольфа в Бней-Браке, а затем в семинарии харедим в Гейтсхеде, Англия, где получила сертификат старшего сертифицированного учителя. Она прошла курсы английского языка в Кембриджском университете, получила степень преподавателя в семинарии Щерского в Тель-Авиве, а затем работала учителем в школе Тахкемони и в средней школе Бат-Цион в Иерусалиме.
Когда она была девочкой, она вместе с родителями отправилась на еврейскую миссию в Советский Союз. В рамках этого она преподавала уроки иврита и еврейской идентичности в еврейских школах и общинах.
Она окончила Академический колледж Кирьят-Оно со степенью бакалавра права с отличием и степень магистра права с отличием в Университете Бар-Илан. Она является сертифицированным посредником и научным сотрудником Gesher Leadership Institute.
В 2007 году получила квалификацию юриста по специальности «право интеллектуальной собственности». Была членом Национального комитета по интеллектуальной собственности Коллегии адвокатов Израиля.
Янкелевич работала помощником по правовым вопросам судьи Рама Винограда в Мировом суде Иерусалима, а затем в Окружном суде Иерусалима. Позже она была руководителем аппарата Ави Коэна, генерального директора Министерства социального равенства при министре Гиле Гамлиель. В то время Комиссия по гражданской службе возбудила против неё дисциплинарное расследование в связи с ложными отчетами о посещаемости
Руководила компанией «Merom-Government Relations», которая занимается лоббированием и стратегией в государственных министерствах.
Янкелевич дала интервью и опубликовала личные колонки в средствах массовой информации, в которых она выразила поддержку возможности гендерной сегрегации ультраортодоксальной общественности в академических кругах и на мероприятиях, и даже включила этот вопрос в свою дебютную речь в Кнессете. . По её словам, «разделение — не исключение», и наоборот, «разделение позволяет ультраортодоксальным женщинам развиваться академически и профессионально. Любой, кто выступает против учёбы в разделении для ультраортодоксов, в первую очередь вреден для ультраортодоксальных женщин»

### Политическая карьера
В 2019 году избрана депутатом кнессета 21-го созыва от партии от фракции «Кахоль-лаван», затем переизбиралась депутатом кнессета 22-го (2019) и 23-го (2020) созывов от той же фракции. Работала в комиссии по образованию культуре и спорту. В тридцать пятом правительстве Израиля заняла пост министра по делам диаспоры. Первый ультраортодоксальный министр-женщина в Израиле